# John Procter
John Procter, né le 7 novembre 1966 à Leeds, est un homme politique britannique membre du Parti conservateur. Il intègre le Parlement européen le 17 novembre 2016, remplaçant Timothy Kirkhope. Il n'est pas réélu en mai 2019.